# Arthur Dillon (1750-1794)
Pour les articles homonymes, voir Arthur Dillon et Dillon.

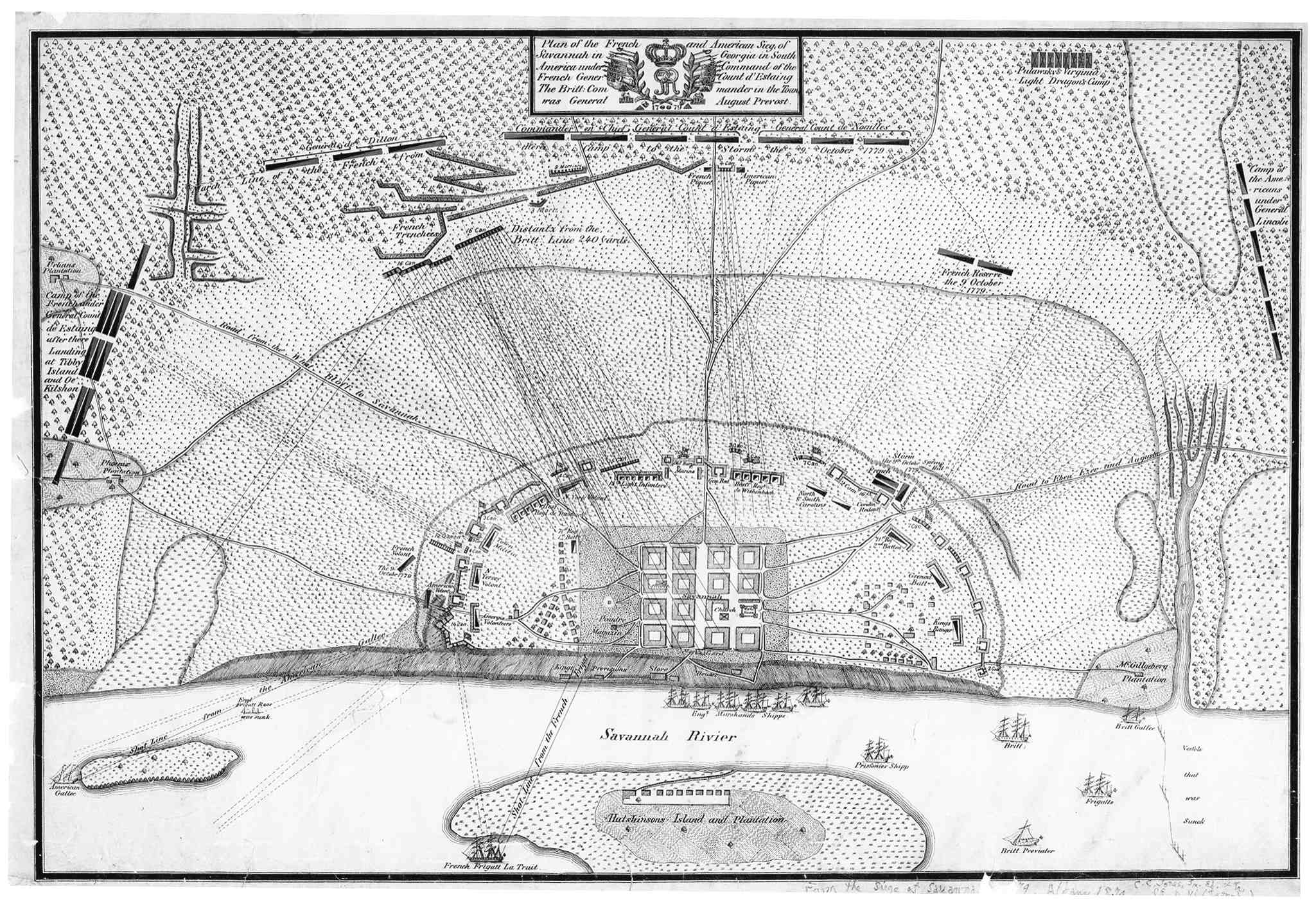
Siège de la ville de Savannah, 1779

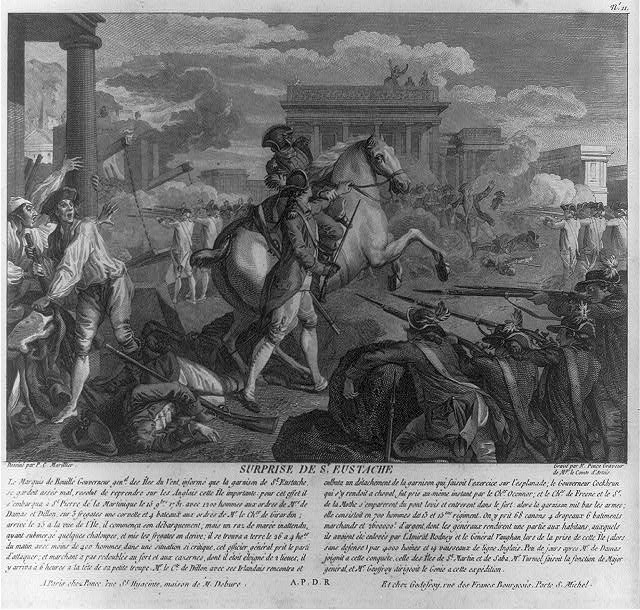
Reprise de l'île de Saint-Eustache aux Anglais en septembre 1781

Arthur, comte de Dillon, né le 3 septembre 1750 à Bray Wick (en) en Irlande et guillotiné le 13 avril 1794 à Paris, est un général, député aux États généraux de 1789. Il est le petit-fils du général Arthur Dillon, le frère du général Théobald Dillon, le père de l'auteure Henriette-Lucy Dillon et de Elizabeth Françoise Dillon.
Durant la Terreur, accusé par Vadier et Barère, qui l'attaquent pour sa proximité avec Danton et Camille Desmoulins, il finit guillotiné le 13 avril 1794.

## Biographie
Issu d'une famille de jacobites irlandais émigrés en France après la seconde révolution anglaise et la chute de Jacques II d'Angleterre, Arthur Dillon est le fils d'Henry Dillon, officier dans le régiment de Dillon, et le petit-fils d'Arthur Dillon, officier de l'armée française à la fin de l'Ancien Régime.
Arthur Dillon est marié une première fois en 1769 avec sa cousine Thérèse-Lucy de Rothe (1751-7 septembre 1782), dame du palais de Marie-Antoinette. De cette union naît en 1770 une fille, Henriette-Lucy Dillon, qui épousera le comte de La Tour du Pin Gouvernet, le fils de Jean-Frédéric de La Tour du Pin Gouvernet (dernier ministre de la guerre de Louis XVI). Elle racontera dans son Journal d'une femme de cinquante ans (édition Mercure de France) toute l'histoire de la Révolution telle qu'elle l'a vécue.

### Carrière militaire d’Ancien Régime
Arthur entre à 15 ans comme cadet au régiment de Dillon. À dix-sept ans le 21 mai 1766, il reçoit le brevet de colonel propriétaire de ce régiment, à condition de ne prendre son commandement qu'à 23 ans ; ce qu'il fait effectivement, avec un peu d'anticipation le 24 mars 1772.
En 1777, il passe en Amérique. En 1779, alors qu’il n’est encore que colonel, il débarque sur l’île de la Martinique, commandant l’un des trois régiments irlandais envoyé par Louis XVI sous les ordres de La Motte Piquet. La venue de ces troupes aux Antilles est la conséquence de la participation de la France à la guerre d’indépendance des colonies britanniques d’Amérique. Le comte Dillon est hébergé chez Laure de Girardin de Montgérald, cousine de Marie-Joseph-Rose de Tascher de la Pagerie (plus connue sous le nom de Joséphine de Beauharnais, future épouse du général Bonaparte puis impératrice).
Signalé par sa bravoure à la conquête de la Grenade, au siège de Savannah, il devient brigadier des armées du roi en 1780.  Après avoir contribué à la prise de Tobago, de Saint-Eustache, de Saint-Christophe, dont il est nommé gouverneur le 25 avril 1782, il est décoré chevalier de Saint-Louiset obtient le brevet de maréchal de camp le 13 juin 1783.
En 1784, la guerre d’indépendance américaine terminée et l'île de Saint-Christophe devant être rendue aux Anglais, il quitte ses fonctions de Gouverneur. Dillon, veuf depuis 1782, est alors promu général; Il passe par la Martinique, renoue avec Laure de Girardin elle-même veuve depuis 1779. Ils se marient le 7 février 1785 à Paris en l’église Saint Sulpice. De cette deuxième union naît le 24 juillet 1785, Elisabeth Françoise Dillon dite Fanny(future épouse du général comte Bertrand, grand maréchal du palais de Napoléon).
Nommé Gouverneur de Tobago (6 Dec 1786 - 14 May 1789), Dillon retourne à la Martinique. avec sa nouvelle famille.  Quelque temps après, Dillon fait un voyage seul à Londres, sa famille étant restée à la Martinique, et reçoit le plus brillant accueil à la cour britannique.

### Révolution française
En 1789, en tant que député de la noblesse des colons de la Martinique, il va siéger aux États généraux, où il défend surtout les intérêts des colonies. Bien qu'il ait embrassé le parti révolutionnaire, il vote plusieurs fois dans le sens opposé, parlant quelquefois en faveur des ministres, contrariant très souvent les idées de ses collègues des colonies, et s'élevant aussi contre les gens de couleur.
Devenu lieutenant général le 13 janvier 1792, il reçoit, du général en chef La Fayette, le commandement de l’aile gauche de l’armée du Nord alors en Champagne. Après la journée du 10 août 1792, il fait prêter de nouveau à ses troupes le serment de fidélité à la loi et au roi. Aux commissaires dépêchés pour le destituer, il parvient cependant à présenter ses excuses : le commandement lui est retiré le 18 août, mais il continue néanmoins d'être employé au sein de l'armée du Nord. 
Il passe alors sous les ordres de Dumouriez, auquel il commandait jusque-là.  Dirigeant l’avant-garde de l'armée du Centre, il contribue puissamment à la défaite des Prussiens en Champagne : il se distingue à Biermes, où il arrête la marche de l'ennemi, à Entrecœur, dans la défense du camp de Louis Bertrand de Sivray, à Verdun dont il contribue à la reddition. Mais, pendant la retraite des Prussiens, alors qu'il a écrit au prince de Hesse-Cassel pour l'engager à regagner l'Allemagne, il est dénoncé par Laflotte.

## Arthur Dillon et l'Irlande
Le surlendemain de l'exécution de Louis XVI, la perspective d'une guerre avec l'Angleterre est sur toutes les lèvres. Il semble à tous qu'elle est inévitable, la seule question étant de savoir qui en prendrait l'initiative. À la Convention, le parti de la guerre est celui des Brissotins, du ministre des Affaires étrangères Lebrun-Tondu et de Dumouriez lui-même, sans compter Bertrand Barère de Vieuzac. En Angleterre, le gouvernement de William Pitt arme car il n'ignore pas que c'est une question de semaines. C'est dans cette situation que, le le 23 janvier 1793, le général Arthur Dillon propose à la Convention  un plan de d'occupation de l'Irlande. L'île est le talon d'Achille de l'Angleterre, laquelle, malgré les massacres d'indépendantistes, n'a encore pas réussi à se concilier les catholiques et à pacifier le pays. Un possible soutien des Français aux indépendantistes est, depuis des années, l'obsession du ministère britannique : dès le début de la Révolution, il a dépêché à Paris un certain nombre d'agents d'influence et de renseignements, comme Nicolas Madget, pour neutraliser les velléités françaises en direction de l'Irlande. Outre leurs opérations de surveillance des Irish defenders réfugiés en Europe, et la capture de ceux-ci dans le meilleur des cas, les agents anglais cherchent à contrôler le comité diplomatique de la Constituante (sous la présidence de Mirabeau — travail de Auguste Miles et de Hugh Elliott) puis ils infiltrent progressivement le Département des Affaires étrangères dès 1792. Sous le ministère de Lebrun-Tondu, les choses semblent si faciles que cela a nourri les accusations de trahison retenues plus tard contre lui au Tribunal révolutionnaire. En réalité, la situation échappe à Lebrun-Tondu puisque, sous Barère, rapporteur et membre inamovible du Comité de salut public, le renseignement français est gangrené par le contre-espionnage britannique.
Lorsqu'Arthur Dillon propose son plan d'invasion de l'Irlande, Charles-Marien Somers est l'espion principal de William Pitt à Paris. Ce brillant successeur de Georges Munro - qui a été identifié et est retourné à Londres - prévient son gouvernement du projet dès le 28 janvier 1793. Dès lors, les anglais vont tenter d'éliminer Dillon. Bertrand Barère de Vieuzac, "l'imposteur du Comité de salut public", pour reprendre l'expression de Pierre Vergniaud, profite de la publication de la Lettre anglaise, où figure le nom de Dillon, pour accuser ce dernier de connivence avec l'Angleterre. Incarcéré aux Magdelonnettes, Arthur Dillon proteste de son innocence, expliquant qu'il est victime d'une homonymie : il s'agit en fait d'un abbé Dillon, supérieur du collège irlandais de Douai, un véritable espion celui-là. D'après une lettre de l'ancienne collection La Bédoyère, Arthur Dillon demande à être conduit au Comité de salut public, s'engageant à démontrer « en présence d'experts », que la fameuse Lettre anglaise et les notes du portefeuille qui l'accompagne, imprimées chez Baudouin, où se trouve son nom, sont « fausses, archi fausses et controuvées ». Volant à son secours et convaincu de son innocence, Camille Desmoulins invite même la Convention à renvoyer le général Dillon devant un tribunal pour qu'il puisse amplement se justifier.

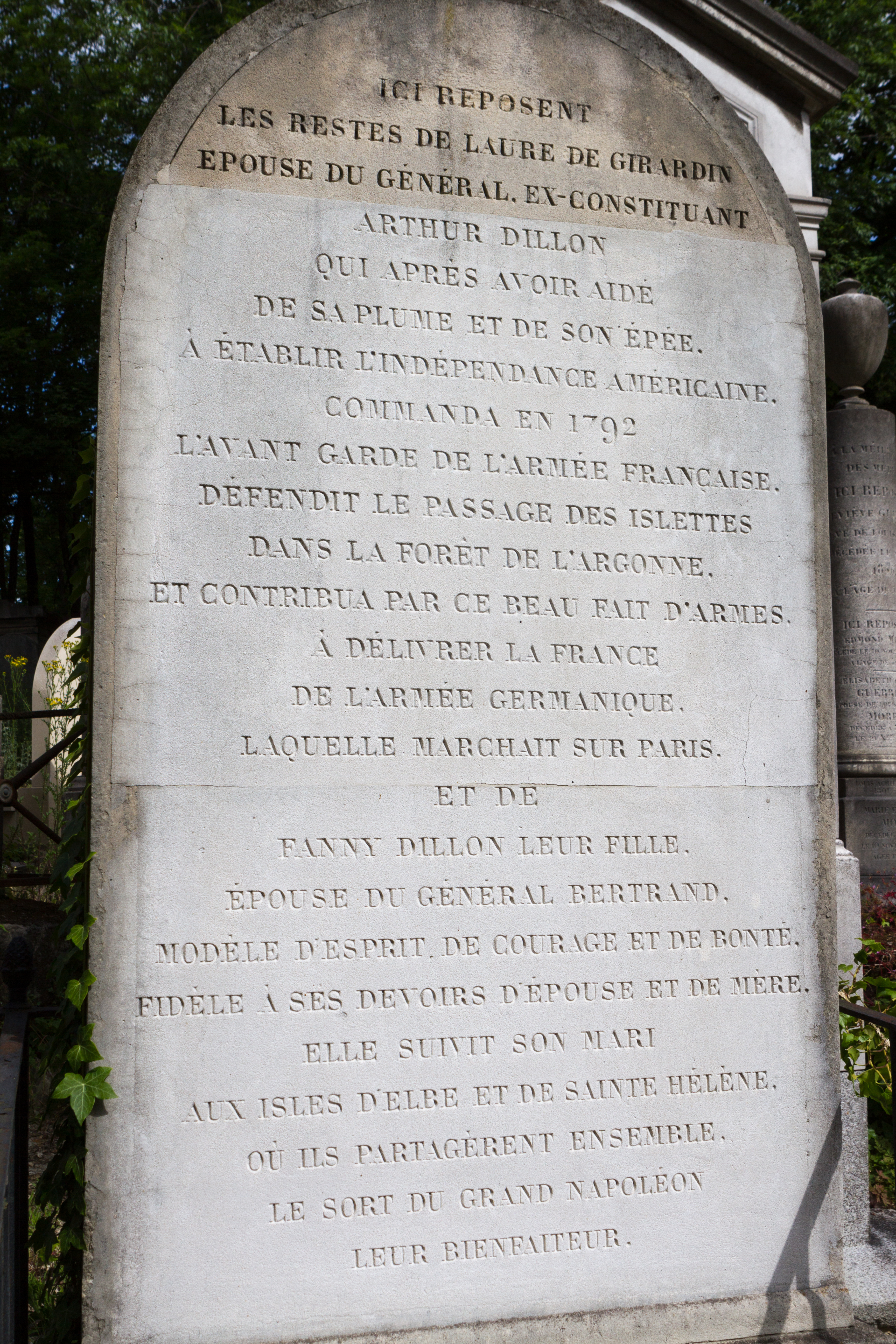
Tombe de Laure de Girardin (1764-1816), veuve d’Arthur Dillon (1750-1794) et de leur fille Elizabeth Françoise Dillon (1785- 1836), dite Fanny, épouse du général comte Bertrand, à Paris, au Cimetière du Père-Lachaise.

Il lui est seulement permis de demeurer à résidence chez lui, rue Jacob. Mais sentant qu'il risque de lui échapper, Barère, qui a pris le contrôle des opérations au Comité de salut public, ordonne son arrestation et son envoi immédiat à la prison du Luxembourg. Il y obtient une accusation contre lui provenant d'un autre prisonnier, Alexandre de Laflotte, lui-même en situation très précaire et qui doit ainsi témoigner à charge au Tribunal révolutionnaire.
On profite alors de l'affaire Danton, n'ignorant pas les liens existant entre Arthur Dillon et le couple Desmoulins. Dillon est d'abord dénoncé par Marc-Guillaume-Alexis Vadier, qui l'accuse de vouloir organiser des conspirations dans les prisons pour libérer Danton. Puis, Bertrand Barère fait agréger son dossier à l'affaire Lucile Desmoulins. L'épouse de Camille Desmoulins est accusée d'avoir voulu fomenter une révolte en faveur de son mari - en cours de jugement aux côtés de Danton. Le 13 avril 1794, convaincus d'avoir voulu créer un soulèvement dans la prison du Luxembourg, Lucile Desmoulins et Arthur Dillon sont condamnés à la peine capitale - sans même que cela donne lieu à débats. Ils sont guillotinés le soir même vers dix-neuf heures. Les condamnés meurent tous avec infiniment de courage et de dignité, à commencer par les deux femmes du groupe - exécutées les premières après s'être embrassées, selon le témoignage rapporté dans un article de la presse étrangère. 
Le nom de Dillon figure sculpté sur le côté nord de l'Arc de triomphe.
Le rhum martiniquais Dillon (groupe La Martiniquaise) lui doit son nom. L'uniforme du régiment d'Arthur Dillon comportait les couleurs rouge et or ; celles-ci seront reprises pour donner son identité au logo des rhums de la marque.

## Famille
- Theobald Dillon, 7e vicomte Dillon
  - Henry Dillon (1668-1713), 8e vicomte Dillon
    - Richard Dillon ( -1737), 9e vicomte Dillon, dans descendance mâle,

  - Arthur Dillon (1670-1733) marié avec Christina Sheldon ( -1757)
    - Charles Dillon (1701-1741), 10e vicomte Dillon, sans descendance mâle,
    - Henry Dillon (1705-1787), 11e vicomte Dillon de Costello-Gallen, colonel-propriétaire du régiment de Dillon, marié en 1744 avec Charlotte Lee (vers 1720-1794)
      - Charles Dillon (1745-1813), 12e vicomte Dillon, marié en 1776 avec Henrietta Phipps (1757-1782)
        - Henry Dillon (1777-1832), 13e vicomte Dillon

      - Frances Dillon (1747-1825) mariée en 1767 avec William Jerningham (1736-1809)
      - Arthur Dillon (1750-1794), comte Dillon, gouverneur de Tobago, lieutenant-général, marié en premières noces, en 1768, avec Thérèse-Lucy de Rothe (1751-1782)
        - Georges Dillon
        - Henriette Lucy Dillon (1770-1853) dame d'honneur de la reine Marie-Antoinette, mariée en 1787 avec Frédéric Séraphin de La Tour du Pin Gouvernet (1759-1837), marquis de La Tour du Pin, comte de Gouvernet ;

      - Arthur Dillon (1750-1794), comte Dillon, gouverneur de Tobago, lieutenant-général, marié en secondes noces, en 1785, avec Laure de Girardin de Montgérald (1749-1817), veuve d'Alexandre Le Vassor de La Touche de Longré (1744-1779), lieutenant de vaisseau. de ce premier mariage est né Betsy Le Vassor de La Touche de Longpré (1775-1816)  mariée en 1798 avec Édouard de Fitz-James (1776-1838), 6e duc de Fitz-James. Laure de Girardin avait été auparavant la maîtresse du vicomte de Beauharnais, mari volage de Joséphine de Beauharnais , 
        - Louise Dillon (1783-1822)
        - Elizabeth Françoise Dillon (1785-1836)[12], comtesse Bertrand, mariée en 1808 avec Henri-Gatien Bertrand (1773-1844), Grand maréchal du Palais

    - Arthur Richard Dillon (1720-1806), dernier archevêque de Narbonne
    - Laura Dillon ( -1741)

Théobald Dillon (1745-1792), général de brigade de l'armée française, parfois cité comme le frère d'Arthur Dillon, est plutôt un proche parent. Il est le parrain d'Elizabeth Françoise Dillon.

## Ouvrages
On a de lui : 
- Pièces justificatives sur l'affaire de la Martinique qui constatent la conduite patriotique de M. de Damas, gouverneur général de cette colonie, 1790 (lire en ligne)
- avec Moreau de Saint-Méry, Opinion de M. Moreau de Saint-Méry, député de La Martinique à l'Assemblée nationale, sur les dangers de la division du ministère de la Marine et des Colonies. Du 28 octobre 1790 (lire en ligne)
- Motifs de la motion faite à l'Assemblée nationale, le 4 mars 1791 (lire en ligne)
- Révolution de la Martinique depuis le premier septembre 1790 jusqu'au 10 mars 1791 (lire en ligne)
- Aux vrais amis de la patrie, 1791 (lire en ligne) ;
- Compte-rendu au ministre de la guerre par le lieutenant-général A. Dillon, commandant l'armée des Ardennes ; suivi de pièces justificatives, Paris, 1792 (lire en ligne) ;
- Exposition des principaux événements qui ont eu le plus d'influence sur la révolution française, Paris, 1792.